# Ethnix
Ethnix (hebr. ‏אתניקס‎, nazwa stylizowana hebr. ‏Xאתני‎, [ˈetniks]) − izraelski zespół pop-rockowy, założony w 1984 pod nazwą Moskva (hebr. ‏מוסקבה‎, [moskˈva] – "Moskwa") przez wokalistę Ze’ewa Nechamę oraz keyboardzistę Tamira Kalinskiego. Styl muzyczny grupy to mieszanka orientalnych i zachodnich melodii. Ethnix jest najdłużej działającym nieprzerwanie (od 1984) zespołem muzycznym Izraela.

## Historia
Pierwotnie do Ze’ewa Nechamy i Tamira Kalinskiego dołączył perkusista/gitarzysta/keyboardzista Jo’ad Newo, a rezultatem współpracy był album "Ethnix", wydany w czerwcu 1990 roku. Album skłaniał się w stronę rocka, z zauważalnymi wpływami muzycznymi zespołu „Moskva”, ale wkrótce grupa otworzyła się na nowe gatunki muzyczne, kombinując „etniczne” (orientalne) brzmienia z zachodnimi, co stało się cechą charakterystyczną zespołu i znalazło odzwierciedlenie w jego nazwie. Nazwa została nadana przez Roni Baron i Derora Kaliskiego, managera zespołu.
Pierwszym singlem wydanym pod nazwą Ethnix był „En L’an Lalechet”, opublikowany w październiku 1989 roku, a następnie "Moszita", "Cpor Midbar" i "Szinajim Szinajim" w 1990 r. Te piosenki umieściły Ethnix na muzycznej mapie i przyczyniły się do sukcesu medialnego i sprzedażowego zespołu. Pod presją występów koncertowych Jo’ad Newo opuścił zespół, a zastąpili go gitarzysta Gil Alon i perkusista Gal Hadani. W 1996 r. do zespołu dołączył Joram Poizner.
Albumy Ethnix zawierają elementy rocka, popu, muzyki tanecznej, śródziemnomorskiej i wiele innych. Nechama i Kalinski, główni kompozytorzy, stworzyli i wyprodukowali piosenki dla wielu innych artystów, takich jak popularny muzyk Ejal Golan, dla którego napisali trzy albumy, które przyczyniły się do popularyzacji wokalisty i stylu śródziemnomorskiego. Inni artyści, dla których komponowali Nechama i Kalinski, to m.in. Szaron Haziz, Jehuda Keisar, Hagmalim, Izkis.
2 lipca 2011 r. Ethnix zagrał koncert w Cezarei. Podczas występu ogłoszono, że gitarzysta Gil Alon odchodzi z zespołu i zostanie zastąpiony przez Gilada Pasternaka.

## Albumy
- 1990 – "Ethnix" (Helicon)
- 1991 – "Masala" (Helicon)
- 1992 – "Yelalat Tan" (Helicon)
- 1993 – "Adam V'Nahash" (Helicon)
- 1994 – "Atah" (Helicon)
- 1995 – "Haosef shel Ethnix" – pierwsza kolekcja (Helicon)
- 1996 – "Pop" (Helicon)
- 1998 – "Bruchim Habaim L'Yisrael" (Helicon)
- 1999 – "Morris" (Sultan)
- 2000 – "Hamofa Hameshutaf" – album live z Eyalem Golanem (Sultan)
- 2000 – "Maximum Ethnix" – druga kolekcja (Helicon)
- 2001 – "Baderech Shelach" (Sultan)
- 2002 – "13" (Sultan)
- 2005 – "America" (Sultan)
- 2011 – "Ga'aguim" (Sultan)
- 2012 – "ahavat chinam" (Sultan)